# Резня в Мидзухо

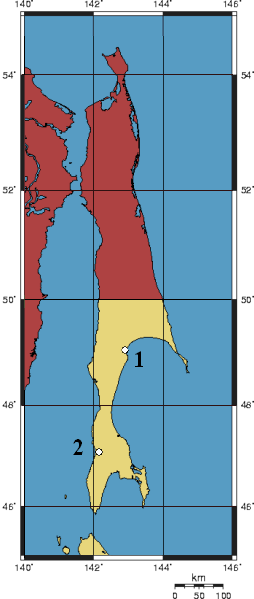
Приблизительное местоположение японских расправ над корейцами в Карафуто
1: Сикука, возле Камисикука (上敷香)
2: Маока, возле села Мидзухо (Пожарское)(瑞穂村)
СССР
Японская империя

Резня в Мидзухо (22 августа 1945 года) — кровавая расправа группы японских граждан над односельчанами корейской национальности в поселении Мидзухо в префектуре Карафуто. В ходе резни погибло 27 человек. На месте трагедии советскими властями был установлен памятник. Ныне это территория села Пожарского на острове Сахалин.

## Ход событий
Хотя дискриминация, погромы и спорадические убийства этнических корейцев в японском Карафуто фиксировались на протяжении всей его истории, эпизод в Мидзухо стал самым кровавым из межэтнических столкновений за всю историю существования префектуры, поразив общественность своей бессмысленной жестокостью. Поводом для резни стали подозрения корейцев в симпатиях к советской Армии, которая начала своё наступление вглубь японской территории в августе 1945 года. Инициатором резни выступил японец Киосукэ Дайсукэ, пользовавшийся авторитетом среди японских односельчан. К нему присоединилось ещё 17 гражданских лиц японской национальности. Вооружившись топорами, японцы методично убили 28 односельчан из числа этнических корейцев, в том числе трех женщин и шестерых детей, включая и шестимесячного младенца. Японские власти префектуры наложили на них штраф.

## Расследование дела
Меньше чем через год о событиях в Мидзухо стало известно советским сотрудникам Управления МГБ по Южно-Сахалинской области. Арестованные участники преступления ничего не скрывали, а некоторые даже хвастались своей жестокостью. 26 сентября 1946 года состоялось заседание Военного трибунала Дальневосточного военного округа. Хотя Киосукэ Дайсукэ, Морисита Ясуо и Хосокава Хироси были бывшими солдатами императорской армии, признаков того что преступление было заказано «сверху», обнаружить не удалось. Семерых участников акции приговорили к высшей мере наказания — расстрелу, остальных — к десяти годам лишения свободы. Приговоренные к расстрелу заключённые были казнены в феврале 1947 года, двое умерли в тюрьме, пятеро отбыли срок наказания и репатриировались в Японию, а судьба остальных остаётся неизвестной.

## В литературе
Сахалинский писатель К. Е. Гапоненко посвятил событиям книгу «Трагедия деревни Мидзухо». Первое издание книги вышло в свет в 1993 году. 18 июля 2012 года в Сахалинской областной универсальной научной библиотеке состоялась презентация второго, дополненого издания книги, в том числе и её перевод на японский язык с комментариями японского ученого Коити Иноуэ.